# Фільтрація звуку
Фільтра́ція зву́ку — процес обробки електричного звукового сигналу частотновиборними пристроями з метою зміни спектрального складу звукового сигналу.
Задачею фільтрації може бути:
- Амплітудно-частотна корекція сигналу (підсилення або послаблення складових спектру звуку).
- Заглушування спектру сигналу або шумів у певній смузі частот.

При фізичній реалізації фільтрів їх виготовляють на основі коливальних ланок, що складаються з котушок індуктивності та конденсаторів, або на основі їхніх аналогів.
Основою фільтрів, реалізованих програмним шляхом є спектральний аналіз. Спектральний аналіз здійснюється, як правило, за допомогою спеціального алгоритму — швидких перетворень Фур'є. Фільтрація зводиться до перемноження спектральних коефіцієнтів на відповідні значення передавальної функції фільтра.

## Види фільтрів
Фільтри характеризуються за допомогою амплітудно-частотної характеристики (АЧХ). Ця характеристика являє собою графік залежності коефіцієнта передачі (амплітуди) K(f) від частоти f. В залежності від розташування смуги пропускання та смуги загородження на осі частот, відрізняють фільтри:
- Нижніх частот, ФНЧ.
- Верхніх частот, ФВЧ.
- смугові.
- режекторні.

Основними характеристиками фільтру є:
- Частота зрізу.
- Крутизна зрізу.
- Гирина смуги пропускання (загородження).

Низькочастотний фільтр пропускає через себе низькі частоти та редукує всі частоти, що розташовані вище частоти зрізу фільтру.
Високочастотний фільтр пропускає через себе верхні частоти та редукує частоти, що розташовані нижче частоти зрізу фільтру.
Смуговий фільтр пропускає певну смугу частот, та заглушає частоти, що розташовані поза смугою. Режекторний фільтр — навпаки, заглушає частотну смугу, пропускаючи частоти, що розташовані поза нею. Частотою зрізу фільтра в цих випадках називається центральна частота смуги.
Оскільки реалізація «ідеального» фільтру, з різким переходом від смуги пропускання до смуги загородження є неможливою, реальний графік залежності вихідної напруги від частоти являє собою криву лінію (див. зображення).
У сучасній аудіотехніці, в тому числі програмних аудіоредакторах використовують системи фільтрів, зокрема еквалайзери, кросовери та ін.